# Alban Hoxha
Alban Bekim Hoxha (Cërrik, 23 novembre 1987) è un calciatore albanese, portiere del Partizani Tirana di cui è capitano.

## Carriera

### Club
Il 1º luglio 2013 viene acquistato dal Partizani Tirana, del quale è diventato successivamente capitano. Il 20 luglio 2016, nella partita di ritorno contro il Ferencváros è stato determinante per conquistare il 3º turno preliminare della UEFA Champions League 2016-2017: ha aperto i tiri dal dischetto segnando con un cucchiaio, poi ha parato 3 dei 4 rigori calciati dagli ungheresi.

### Nazionale
Il 4 ottobre 2014 riceve la sua prima convocazione in nazionale per le partite valide per le qualificazioni ad Euro 2016 contro Danimarca e Serbia dell'11 e 14 ottobre 2014.
Il 16 novembre 2015 fa il suo esordio con la nazionale albanese nella partita amichevole contro la Georgia, subentrando nel secondo tempo al minuto 75 ad Etrit Berisha, match poi terminato sul 2 a 2.
Viene convocato per gli Europei 2016 in Francia.

## Statistiche

### Presenze e reti nei club
Statistiche aggiornate al 19 maggio 2024.
| Stagione                | Squadra                 | Campionato              | Campionato | Campionato | Coppe nazionali | Coppe nazionali | Coppe nazionali | Coppe continentali | Coppe continentali | Coppe continentali | Altre coppe | Altre coppe | Altre coppe | Totale | Totale |
| Stagione                | Squadra                 | Comp                    | Pres       | Reti       | Comp            | Pres            | Reti            | Comp               | Pres               | Reti               | Comp        | Pres        | Reti        | Pres   | Reti   |
| ----------------------- | ----------------------- | ----------------------- | ---------- | ---------- | --------------- | --------------- | --------------- | ------------------ | ------------------ | ------------------ | ----------- | ----------- | ----------- | ------ | ------ |
| 2004-2005               | Dinamo Tirana           | KS                      | 0          | 0          | CA              | 0               | 0               | -                  | -                  | -                  | -           | -           | -           | 0      | 0      |
| 2005-2006               | Turbina Cërrik          | KP                      | ?          | -?         | CA              | 0               | 0               | -                  | -                  | -                  | -           | -           | -           | 0+     | 0+     |
| 2006-2007               | Dinamo Tirana           | KS                      | 11         | -15        | CA              | 0               | 0               | -                  | -                  | -                  | -           | -           | -           | 11     | -15    |
| 2007-2008               | Dinamo Tirana           | KS                      | 2          | -?         | CA              | 0               | 0               | -                  | -                  | -                  | -           | -           | -           | 2      | 0+     |
| 2008-gen. 2009          | Dinamo Tirana           | KS                      | 1          | 0          | CA              | 1               | -?              | UCL                | 0                  | 0                  | SA          | 0           | 0           | 2      | 0+     |
| gen.-giu. 2009          | Apolonia Fier           | KS                      | 8          | -11+       | CA              | 0               | 0               | -                  | -                  | -                  | -           | -           | -           | 8      | -11+   |
| 2009-2010               | Dinamo Tirana           | KS                      | 6          | -8         | CA              | 3               | -?              | UEL                | 0                  | 0                  | -           | -           | -           | 9      | -8+    |
| 2010-2011               | Dinamo Tirana           | KS                      | 25+1       | -40; -1    | CA              | 7               | -6+             | UCL                | 0                  | 0                  | SA          | 0           | 0           | 33     | -47+   |
| Totale Dinamo Tirana    | Totale Dinamo Tirana    | Totale Dinamo Tirana    | 45+1       | -63+; -1   |                 | 11              | -6+             |                    | 0                  | 0                  |             | 0           | 0           | 57     | -70+   |
| 2011-2012               | Kastrioti               | KS                      | 6          | -9         | CA              | 11              | -12             | -                  | -                  | -                  | -           | -           | -           | 17     | -21    |
| 2012-2013               | Besa Kavajë             | KS                      | 23         | -23        | CA              | 2               | -2              | -                  | -                  | -                  | -           | -           | -           | 25     | -25    |
| 2013-2014               | Partizani Tirana        | KS                      | 31         | -26        | CA              | 3               | -2              | -                  | -                  | -                  | -           | -           | -           | 34     | -28    |
| 2014-2015               | Partizani Tirana        | KS                      | 30         | -21        | CA              | 1               | 0               | -                  | -                  | -                  | -           | -           | -           | 31     | -21    |
| 2015-2016               | Partizani Tirana        | KS                      | 32         | -14        | CA              | 2               | -2              | UEL                | 2                  | -2                 | -           | -           | -           | 36     | -18    |
| 2016-2017               | Partizani Tirana        | KS                      | 34         | -14        | CA              | 1               | -1              | UCL+UEL            | 4+3                | -5; -4             | -           | -           | -           | 42     | -24    |
| 2017-2018               | Partizani Tirana        | KS                      | 33         | -32        | CA              | 3               | -2              | UEL                | 2                  | -4                 | -           | -           | -           | 38     | -38    |
| 2018-2019               | Partizani Tirana        | KS                      | 31         | -17        | CA              | 3               | -4              | UEL                | 2                  | -3                 | -           | -           | -           | 36     | -24    |
| 2019-2020               | Partizani Tirana        | KS                      | 32         | -31        | CA              | 1               | -1              | UCL+UEL            | 2+2                | -2; -2             | SA          | 1           | -2          | 38     | -38    |
| 2020-2021               | Partizani Tirana        | KS                      | 34         | -21        | CA              | 1               | 0               | -                  | -                  | -                  | -           | -           | -           | 35     | -21    |
| 2021-2022               | Partizani Tirana        | KS                      | 27         | -19        | CA              | 4               | -2              | UECL               | 4                  | -9                 | -           | -           | -           | 35     | -30    |
| 2022-2023               | Partizani Tirana        | KS                      | 4          | -5         | CA              | 4               | -4              | UECL               | 0                  | 0                  | -           | -           | -           | 8      | -9     |
| 2023-2024               | Partizani Tirana        | KS                      | 15         | -13        | CA              | 1               | -1              | UCL+UECL           | 0+0                | 0                  | SA          | 0           | 0           | 16     | -14    |
| Totale Partizani Tirana | Totale Partizani Tirana | Totale Partizani Tirana | 303        | -213       |                 | 24              | -19             |                    | 21                 | -31                |             | 1           | -2          | 349    | -265   |
| Totale carriera         | Totale carriera         | Totale carriera         | 385+1      | -319+; -1  |                 | 48              | -39+            |                    | 21                 | -31                |             | 1           | -2          | 456    | -392+  |

### Cronologia presenze e reti in nazionale
| Cronologia completa delle presenze e delle reti in nazionale ― Albania | Cronologia completa delle presenze e delle reti in nazionale ― Albania | Cronologia completa delle presenze e delle reti in nazionale ― Albania | Cronologia completa delle presenze e delle reti in nazionale ― Albania | Cronologia completa delle presenze e delle reti in nazionale ― Albania | Cronologia completa delle presenze e delle reti in nazionale ― Albania | Cronologia completa delle presenze e delle reti in nazionale ― Albania | Cronologia completa delle presenze e delle reti in nazionale ― Albania |
| Data                                                                   | Città                                                                  | In casa                                                                | Risultato                                                              | Ospiti                                                                 | Competizione                                                           | Reti                                                                   | Note                                                                   |
| ---------------------------------------------------------------------- | ---------------------------------------------------------------------- | ---------------------------------------------------------------------- | ---------------------------------------------------------------------- | ---------------------------------------------------------------------- | ---------------------------------------------------------------------- | ---------------------------------------------------------------------- | ---------------------------------------------------------------------- |
| 16-11-2015                                                             | Tirana                                                                 | Albania                                                                | 2 – 2                                                                  | Georgia                                                                | Amichevole                                                             | -                                                                      | 75’                                                                    |
| 12-11-2016                                                             | Elbasan                                                                | Albania                                                                | 0 – 3                                                                  | Israele                                                                | Qual. Mondiali 2018                                                    | -2                                                                     | 57’                                                                    |
| 28-3-2017                                                              | Elbasan                                                                | Albania                                                                | 1 – 2                                                                  | Bosnia ed Erzegovina                                                   | Amichevole                                                             | -                                                                      | 46’                                                                    |
| 11-11-2020                                                             | Elbasan                                                                | Albania                                                                | 2 – 1                                                                  | Kosovo                                                                 | Amichevole                                                             | -1                                                                     | 46’                                                                    |
| Totale                                                                 |                                                                        | Presenze (222º posto)                                                  | 4                                                                      |                                                                        | Reti                                                                   | -3                                                                     |                                                                        |

## Palmarès

### Club

#### Competizioni nazionali
- Campionato albanese: 4

Dinamo Tirana: 2007-2008, 2009-2010
Partizani Tirana: 2018-2019, 2022-2023
- Supercoppa d'Albania: 3

Dinamo Tirana: 2008
Partizani Tirana: 2019, 2023